# Hendrich Jordan
Hendrich Jordan, ou Johann Wilhelm Heinrich Jordan, né le 20 février 1841, arrondissement de Rothenburg-en-Haute-Lusace (de) en Haute-Lusace et mort le 3 mars 1910 dans le village de Papitz/Popojce à Kolkwitz, arrondissement de Cottbus (de) en Basse-Lusace, est un enseignant, linguiste, ethnologue et folkloriste prussien de langue sorabe.

## Biographie
Hendrich Jordan est considéré comme le défenseur le plus zélé de la littérature en langue bas-sorabe durant la seconde moitié du XIXe siècle. Il était parfaitement bilingue allemand/sorabe et traduisit de nombreux textes de l'allemand vers le sorabe, une langue slave parlée en Allemagne dans la région de la Lusace.
À Kolkwitz, il a acquis durant sa formation, une bonne connaissance ethnologique du patrimoine culturel des Sorabes de Lusace. Il devint spécialiste des chansons folkloriques sorabes, des contes, des légendes, des proverbes, des dictons et des expressions en sorabe.
Pour un usage scolaire, il a également traduit des textes en allemand dans le dialecte bas-sorabe.
Hendrich Jordan fut nommé professeur dans le village de Nochten/Wochozy, situé sur la commune de Boxberg en Saxe. Il enseigna dans plusieurs villages de la région, notamment à Lohsa.
Au cours de cette période, il se lie d'amitié avec l'écrivain allemand de langue sorabe Handrij Zejler (1804-1872), qui eut une influence décisive sur sa passion ethno-linguistique. Il traduisit en bas-sorabe l'hymne national sorabe Rjana Lužica que Zejler avait écrit en haut-sorabe.
En 1866, il participa activement à la société savante sorabe Macica Serbska pour laquelle il traduisit en sorabe des ouvrages divers dans le domaine scientifique. Il collabora notamment avec l'écrivain et folkloriste sorabe Arnost Muka.

## Travaux
Hendrich Jordan collabora longtemps à la revue de langue sorabe "Časopis Maćicy Serbskeje" (CMS), dans laquelle il publia de nombreux articles.
- Najrjeńše bajki Ludowe [Les plus beaux contes populaires], Worjejce [Hoyerswerda] 1860
- Kak su naši stari hojili [Comme nos anciennes guérisons], 1877
- Šěsć delno-łužiwkich přisłowow [Six proverbes en bas-sorabe], 1877
- Deljnołužiske ludowe přistowa [Proverbes en bas-sorabe], 1882
- Prědne źaseś lět Maśice Serbskeje w Dolnej Łužycy, Worjejce [Hoyerswerda] 1891
- Bibliske hulizowańa se Starego Testamenta. Schischożane pla O. Bibliske hulizowańa soi Starego Testamenta. Pla Schischożane O. Hentschela: Worjejce [Hoyerswerda] 1894
- Drobjeńce ze serbskeje historieje, Worjejce [Hoyerswerda] 1905